# Irredemptisme italià

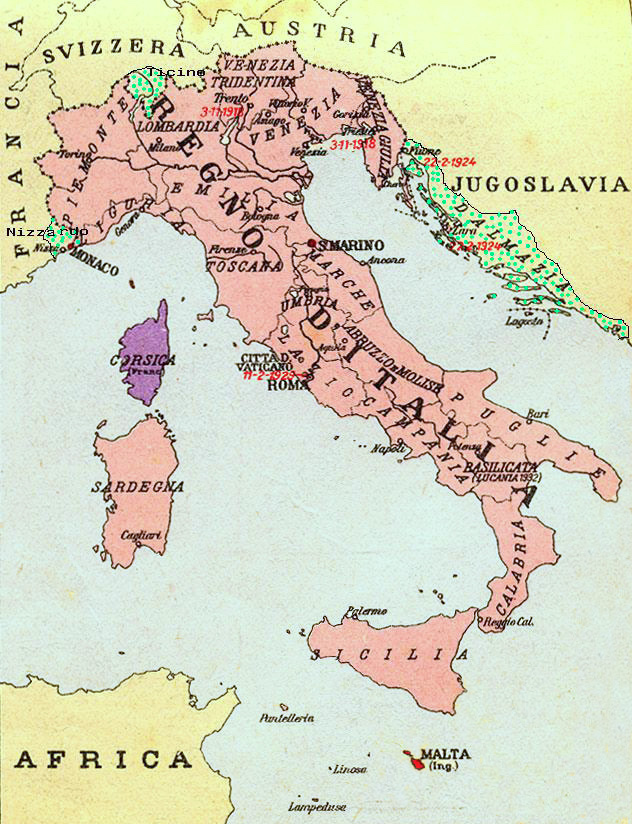
Mapa de les regions irredemptes italianes després de la primera guerra mundial. Mussolini va considerar irredemptes també Savoia a la Tercera República Francesa i l'illa de Corfú al Regne de Grècia.
Terras irredemptes:
- Ístria-Venècia Júlia (ara en Eslovènia i Croàcia)
- Dalmàcia (Croàcia i Montenegro)
- Illes Jòniques y el Dodecanès (Grècia)
- Illa de Malta (República de Malta)
- Còrsega (França)
- Niça (França)
- Savoia (França)
- Suïssa Italiana (Suïssa)

L'irredemptisme italià (en italià: irredentismo italiano) va ser un moviment d'opinió actiu a Itàlia a la fi del segle xix que va sorgir a propòsit de la unificació d'Itàlia. Predicava l'annexió al nou Estat italià d'altres territoris limítrofs o pròxims per raons lingüístiques, culturals o històriques, perquè Itàlia assolís -segons els irredemptistes- les «seves fronteres naturals».
La paraula irredemptisme es va originar a Itàlia de la frase italiana: Italia irredenta («Itàlia no redimida, no alliberada»), que es referia al govern austrohongarès sobre una gran part dels territoris habitats per italians.

## Història
L'irredemptisme, lligat al Risorgimento, es va organitzar en l'Associazione in pro dell'Italia irredenta en 1877. La formació de la Triple Aliança (1882), que consagrava l'aliança austroitaliana, la va convertir en un moviment d'oposició; el comitè «Trento i Trieste» i la societat «Dante Alighieri» van ser perseguides per Francesco Crispi (1890).
El moviment va prendre nova extensió a començaments del segle xx, quan va agrupar els patriotes de dreta (Gabriele d'Annunzio, Enrico Corradini) i als socialistes (Battisti); aleshores va provocar greus disturbis a Trieste (1913). L'irredemptisme explica els acords amb França (1900, 1912), la dissolució momentània de la Triple Aliança, després del tractat secret amb Londres a l'abril de 1915, amb la promesa d'obtenir la província de Trento, regió d'Ístria i Dalmàcia. L'entrada en guerra es va fer el maig contra les Potències Centrals.
A causa de l'oposició del president dels Estats Units Woodrow Wilson a la completa realització d'aquestes promeses, va reaparèixer l'irredemptisme: Gabriele D'Annunzio va ocupar Rijeka (Fiume) amb els seus «arditi» (setembre 1919). Els feixistes van fer seus els seus objectius, que Mussolini esperava aconseguir amb una pacífica revisió dels tractats; després del seu fracàs i l'oposició francesa a la guerra d'Etiòpia, va precisar les seves reivindicacions respecte de França (Niça, Savoia, Còrsega, Tunísia) a la fi de 1938, prefaci de la declaració de guerra (10 juny 1940).
L'assumpte de Trieste va fer reviure durant un temps (1947-1954) l'irredemptisme italià. Actualment existeixen algunes organitzacions que promouen el retorn a Itàlia d'Istria nord-occidental (ex Territori Lliure de Trieste).

## Etapes
Hi va haver dues etapes a l'irredemptisme italià: la moderada i l'agressiva. La primera, que estava relacionada amb el Risorgimento, desitjava el retorn i la unió a Itàlia de territoris poblats en la seva majoria per italians -amb l'excepció de Dalmàcia-, procés que va finalitzar el 1924.
L'etapa agressiva és la que es va imposar amb el feixisme després de 1922 i que va voler annexionar al Regne d'Itàlia tot territori on existien minories italianes, o havien existit poblacions italianes, com en el cas de Savoia i Corfú.
Els primers assoliments del moviment irredemptista -que van costar la vida a molts irredemptistes, com Nazario Sauro-, van tenir lloc en finalitzar la Primera Guerra Mundial amb l'annexió dels territoris austríacs del Trento, Alto Adige, Trieste, Gorizia i Zadar, i el 1924 l'Estat lliure de Fiume. Va ser l'anomenada Qüestió Adriàtica.
Posteriorment les reivindicacions irredemptistes van ser canalitzades pel feixisme italià i durant la Segona Guerra Mundial Itàlia es va annexionar de França: Còrsega, Niça i Savoia, del Regne de Iugoslàvia: gran part de Dalmàcia, i del Regne de Grècia: les illes Jòniques com Corfú.
Altres territoris reivindicats per l'irredemptisme italià han estat la Suïssa Italiana composta pel Cantó de Ticino i part del Cantó dels Grisons a Suïssa, l'illa de Malta i el Principat de Mònaco. Un cas a part va ser Albània, on van ser ubicats uns 20.000 colons italians amb mires a italianitzar aquest territori incorporat a Itàlia a través del rei Víctor Manuel III. Itàlia des de 1918 posseïa la petita illa albanesa de Saseno.
Mussolini també va voler annexionar a Itàlia el nord de la costa de Líbia i Tunísia, on vivien molts italians com a colons, creant la Gran Itàlia.